# Криттеркам
Криттеркам (англ. «Crittercam» — от «critter» — создание, животное, и «cam» («camera») — камера) — небольшой комплект инструментов, включающий фото- или видеокамеру, который можно прикрепить к дикому животному для изучения его поведения в естественной сред обитания. Криттеркам National Geographic — это исследовательское устройство, разработанное так, чтобы его было легко надевать на животных. В нем сочетается видео и аудиозапись, а также сбор данных об окружающей среде, таких как глубина (в океане), температура и ускорение. Просмотр всей этой информации «вживую» позволяет исследователям определить, чем занимаются животные каждый день. Криттеркамы были изобретены морским биологом, фотожурналистом National Geographic Грегом Маршаллом в 1986 году. С тех пор такие устройства применялись для изучения более 40 морских и наземных видов животных.

## История криттеркамов
Появление наземного криттеркама дала возможность исследователям наблюдать за животными и их поведением в режиме реального времени. Сначала такие камеры могли только записывать данные и делать снимки, которые должны быть пересмотрены в будущем — после того, как камеру снимут с животного. Впервые появившись в 2001 году, камера была размером 13 мм. Она имела маленькое разрешение в 340 линий и хорошую чувствительность — всего 3 люкса. К тому времени она работала от девятивольтовой батареи, что позволяло делать краткосрочные документальные записи активности животных, а также на фунтовой (454 г) батарее для наблюдения за животными в течение одной недели. Размер таких батарей постоянно рос, а вместе с ним — и продолжительность записи. Отрывки из видеозаписей, полученных с помощью этого метода, транслировались в таких телепередачах как «Great White Shark» («Большая белая акула»), «Sea Monsters» («Морские чудовища») и «Tiger shark» («Тигровая акула»). Первое устройство для измерения глубины было изобретено в конце 1800-х. Однако первый измеритель глубины был надет на животное, а именно — на тюленя Уэдделла в Антарктике, — только в 1964 году. Дальнейшее развитие в сфере съемки в исполнении животных стало возможным благодаря микропроцессору, который вместе с видеокамерой монтировался в специальный футляр для погружения под воду и прикреплялся к панцирю морской черепахи-логгерхеда. Этот футляр и стал известен под названием «Криттеркам». У Грега Маршалла, изобретателя устройства, впервые возникла идея создания криттеркама во время подводной прогулки в Белизе. Во время одного погружения он встретил акулу с рыбой-прилипалой на теле. Тогда же он осознал, что если бы сконструировать камеру так, чтобы ее можно было разместить на теле акулы вместо рыбы-прилипалы, то ученые смогли бы исследовать окружающую среду и поведение акул без необходимости погружаться под воду самим. Поэтому он немедленно начал работу над воплощением своей идеи в жизнь, при этом получая небольшие гранты от Американского музея естествознания для поддержки базы его исследований. Позже он обеспечил себе еще и грант от Национального географического общества и приступил к разработке значительно усовершенствованных образцов своего первого устройства, которое он когда-то нацепил на длинноголовую черепаху. Эти прототипы были успешно установлены на тела акул и морских черепах. С момента начала производства, криттеркамы использовались для изучения подводной жизни зеленых черепах, горбатых китов, тюленей-монахов, рифовых акул и многих других морских животных. При прикреплении на императорских пингвинов камера незаменима, потому что снимает поведение этих животных даже подо льдом, в антарктических водах, где ни один человек не смог бы нырнуть и сделать запись вручную из-за чрезвычайно низкой температуры. 
Крепления криттеркама отличаются, в зависимости от вида животного, на которую его надо надеть. Для того, чтобы надевать его на дельфинов, китов или кожистых черепах, используются специальные присоски. При надевании на тюленей и панцирных черепах используются липкие ленты и куски клейкого материала. На акул криттеркамы крепятся с помощью прищепок (к плавнику). Упряжи в виде рюкзаков для крепления криттеркамов надеваются на пингвинов. Наземные животные, такие как львы и медведи, носят специальные ошейники для криттеркамов. Постоянно проводятся опыты по улучшения в надежде разработать еще более совершенный метод крепления. Маршалл утверждал, что его очень удивило то, насколько быстро животные переставали обращать внимание на устройства, прикрепленные им на спины. Хотя первоначально Грег Маршалл утверждал, что камера не причиняет негативного влияния, и никак не меняет естественного поведения животных в их природной среде, позже он все-таки признал, что продолжительность погружений 40—50 фунтовых пингвинов уменьшилась на 20 %, после того, как на них надели упряжь. При применении в случае императорских пингвинов, камера доказывает свою пользу тем, что снимает поведение этих животных даже подо льдом, в антарктических водах, где ни один человек не смог бы нырнуть и сделать запись вручную из-за чрезвычайно низкой температуры. Чтобы обеспечить обезопасить животное в случае, если что-то случится с камерой, ученые могут отсоединить ее от туловища животного с помощью дистанционного управления.

## Влияние криттеркамов на СМИ и поп-культуру
В 2011 году Mystic Aquarium & Institute for Exploration открыл выставку-путешествие, финансируемую обществом National Geographic под названием «Криттеркам: мир глазами животных». Периодическое издание под названием «Insight on the News» опубликовало статью, в которой утверждалось, что команда ученых под руководством Клайда Ропера захотела использовать криттеркам для съемки и изучения Architeuthis dux, гигантского кальмара. В 2003 году сообщалось, что криттеркамы надевались на 41 тигровую акулу, 3-х дюгоней, 3-х китовых акул и 34-х черепах, а происходило это в австралийском заливе Шарк и на рифе Нингалу. Камера может погружаться вместе с кашалотами на глубину до 200 метров и даже оставаться невредимой в группе косаток. 13-серийный телевизионный сериал, премьера которого состоялась на кабельном телеканале National Geographic 17 января 2004, транслировал настоящее видео, снятое с помощью животных, оснащенных криттеркам.

## Китти-кам
Вдохновленные открытиями, выполненными в результате использования криттеркама для изучения поведения различных видов животных, National Geographic и Университет Джорджии начали работу над новым проектом, который позволяет наблюдать за поведением домашних кошек. Устройство, с помощью которого должно происходить наблюдение получило название «Kitty Cam» («кошачья камера»). Китти-камы помогли многое узнать о взаимодействии и поведении кошек в их среде. В результате совместных усилий исследователей были выявлены общие факторы, представляющие угрозу для здоровья домашних кошек, которым доступна возможность свободно бродить по улице. Один из главных таких факторов — опасность инфекционных болезней. Китти-камы крепятся к ошейникам, которые в свою очередь надеваются на котов — тем же способом, как и криттеркамы на наземных животных. Камеры чрезвычайно легкие и водонепроницаемые, и могут даже выполнять ночную съемку благодаря возможности включения света LED. В городе Атенс (Джорджия) шестьдесят кошек были оснащены ошейниками с камерами, и таким образом были проведены наблюдения за маршрутами и деятельностью котов в то время, как они свободно гуляли по улицам в течение 7-10 дней. Эксперимент повторялся много раз и благодаря ему было получено много разных результатов — из различных территорий и времен года. После первого эксперимента криттеркамы 55-ти кошек принесли результаты, пригодные для просмотра и исследования, со средней продолжительностью в 37 часов съемки на одного кота. По хищническим наклонностям котов съемки показали, что 44 % котов в Атенсе охотятся на диких животных. Большинством жертв были мелкими млекопитающими, рептилиями и беспозвоночными. Исследования показали, что уличные коты хищничают в теплое время года. Обычными факторами риска, с которыми сталкивались кошки были переходы улиц, драки с другими котами, питание или питье вне дома, исследования водосточных систем, а также попадания в подвалы, которые могли стать ловушкой для кота.

## Другое
На данный момент наименьшим животным, на которое надевали настоящий криттеркам, был императорский пингвин. Информация и видеоматериалы, полученные с помощью криттеркама, были использованы в документальном фильме, который удостоился награждения Оскаром — «Марш пингвинов» (англ. «March of the Penguins»).
В Музее науки (Бостон), существует выставка по тематике криттеркамов.